# Mission Range
Mission Range je pohoří na západě Montany, především v Lake County a Missoula County. Je součástí severních amerických Skalnatých hor.
Pohoří se rozkládá ze severu k jihu, podél severozápadních svahů leží rozlehlé jezero Flathead Lake, severovýchodně od pohoří se nachází Národní park Glacier.
Nejvyšší horou je McDonald Peak, druhý nejprominentnější vrchol v Montaně.
Jižní část pohoří je součástí chráněné oblasti Mission Mountains Wilderness.